# 二度目の人生を異世界で
『二度目の人生を異世界で』（にどめのじんせいをいせかいで、英語: [New Life+] Young Again in Another World）は、まいんによる日本のライトノベルおよびそれを原作とするメディアミックス作品。
小説投稿サイト「小説家になろう」にてオンライン小説として2014年1月3日から2018年5月21日まで連載された。書籍版はHJノベルス（ホビージャパン）より刊行されており、イラストをかぼちゃが担当している。当作品のジャンルは、いわゆる「なろう系」の異世界転生モノ。
2018年5月時点でシリーズ累計部数は100万部を突破している。また、コミックス累計発行部数は2021年12月時点で200万部を突破している。

## あらすじ
94歳で大往生した老人男性 功刀蓮弥（くぬぎ れんや）は、天界にて神様を名乗る幼女からのお願いにより、西洋中世ファンタジー風な異世界に青年として転生する。前世での蓮弥は、「功刀一刀流14代目当主」として超一流の剣士であった。若い頃の彼は世界大戦や裏社会の仕事に従事し、数多くの死線をより多くの屍の山を築いて生き延び、「剣鬼」の異名をもっていた。
転生後、女剣士シオンと女僧侶ローナと出会ったレンヤは、冒険者として過ごすことになる。蓮弥は転生の際に身に着けた卓越した身体能力と特殊技能を用いて、モンスター退治などの依頼などを受けて解決していく。

## 登場人物
功刀 蓮弥（くぬぎ れんや）
通称レンヤ。前世で「94歳」という高齢による大往生の末に、天国で若返り、異世界に青年として転生した男性。知識と漠然とした感情以外は前世での記憶がないが、本人の自認年齢は前述の通り94歳であり、周囲の人間（長命種であるエミルやクロワールであって）も本人目線では子供扱いである。
前世の立場は「功刀一刀流14代目当主」。剣術以外にも至近距離から投じられた酒瓶やナイフを傷つくことも壊すこともなく受け止めるなど高い戦闘技術をもつ。若いころには他国に渡り、裏社会の構成員としての仕事と合法・非合法問わぬ立ち合いで名を馳せ、世界大戦にも従軍。数多くの死線をより多くの屍の山を築いて生き延び、「剣鬼」の異名をもつ。晩年は後進への指導と刀匠としての文化活動を行う。刀匠としては「華蓮」の銘を持ち、人間国宝に認定された。
戦闘に関してはリアリストで、腕は立っても協調性のない者を見捨てることに躊躇しないが、あえて勝ち目のない戦いに臨む者たちを見捨てられるほど不人情でもない。
華蓮（かれん）
レンヤの愛刀。前世での死後は彼の墓に納められていたが、ギリエルによって届けられる。創造主が間違えて与えた竹刀に付与されていた破壊不能属性を移譲されている。
シオン＝ファム＝ファタール
レンヤが最初に出会う剣士の若い女性。本人はただの剣士で駆け出しの冒険者だといっているが、中世レベルの世界で家名どころかミドルネームまである「やんごとなき身分」の子女。しかし非常に「残念な子」であり、難しいことを考えるのは苦手で脳筋。クロワールの同居後には、彼女と違って不得意な家事についてローナ共々焦る様子も見せる。
ローナ＝シュヴァリエ
通称・ロウ。シオンに同行する僧侶の若い女性。元は騎士でシオンのお目付け役として転職した。世間知らずなシオンの冒険者志望を諦めさせるべく無茶な依頼を受けたところに蓮弥に遭遇した。周囲の視線や注意を惹きつけるため、わざとサイズが小さめの服を着ている。
フラウ・ヴェルデ
家屋に棲み、住環境を調える幼女姿の妖精・シルキー。レンヤが街での定住用に購入した屋敷にて、猟奇事件を起こした旧家主の死後に生まれた。
クロワール＝パス＝ティファレト
異世界に住む5種族の一種であるエルフ族の女性で学生。姿は若いがエルフなので70歳である。西大陸に存在するエルフの国の皇帝がとある女性に産ませた第35子（末子ではない）。レンヤたちがアロス（作中の食品で、米に似ている）とエルフ豆製品（味噌・醤油）目当てに西大陸を訪れた際にレンヤたちを出迎え、その案内中に発生した樹林迷宮氾濫に端を発する魔物騒ぎを経て、レンヤの屋敷に住むことになる。
エミル・ラージャ
異世界に住む5種族の一種である魔族。レンヤたちが調査依頼を受けたダンジョンで待ち構えていた。レンヤが圧倒的な戦闘力とそれに甘えない精神を持つことから、エミルはレンヤに興味を持つ。男性の姿で登場するも本当の性別は女性である。男性の身体は魔術で造った「擬体」ともいうべき代物でしかない。自分以外の存在は「実験材料」としか見なさない。再会時には本来の身体である女性体となって現れた。魔族は本来紫色の髪を持つが他種族には警戒されるためオレンジ色に変えている。レンヤ宅に居候を始め、技術面で協力する。
メイリア＝ファム＝ファタール
シオンの妹でトライデン公国第2公女。非常に利発な娘でシオンは彼女に対するコンプレックスもあって出奔したという面がある。
リディア＝ファム＝ファタール
シオン、メイリアの母親でトライデン公国の女大公。36歳の未亡人。ローナを上回るボリュームとそれを奇異なものにしない絶妙のバランスを備えたボディを誇り、10年ほど前にエルフ領を訪問した際にはエルフ族男性に「改革（巨乳）派」「保守（貧乳）派」という派閥抗争を引き起こしている。
創造主
レンヤを異世界に送り込んだ幼女姿の神様。数多くの世界を管理する存在だが、管理を委託した存在が勝手な真似をしでかすことがあり、それらのフォローに忙しすぎるのか、イージーミスを犯すほか、大雑把に仕事することも多い。
ギリエル / キリエ
レンヤの守護担当として名前を与えられた天使。旅商人を名乗ってレンヤに接触。生前の愛刀『華蓮』（かれん）を届けた。
アズ・ハウンド
初登場時の職業は冒険者パーティ「探究者」のリーダーで魔術師であったが、その後は転職して教育者になり、冒険者学校の講師をククリカの街に存在する学校で働いている。実はそこそこ知れた貴族家の次男。仕事に関しては冷静である。冒険者廃業を決めた理由は、レンヤたちと共に参加したダンジョン探索の依頼で、手痛い損害を負ったことから。
レンヤとは意気投合し、異世界で初めての同性の友人となる。
リアリス
冒険者学校で教師を務める女性で、ククリカの街に存在する学校で働いている。元からランクも高くはなく、基礎能力だけは高い生徒から卑下されていた。アズの依頼を受けたレンヤが生徒たちを叩きのめしたことにより、授業を進めやすくなる。アズとは以前から相思相愛だが、身分の違いから踏み込めずにおり、これもレンヤたちの協力によって竜騎士となることで解決した。
ロイシュー＝パス＝ティファレト
エルフ族。西大陸にあるエルフの国第12代皇帝。クロワールの父。落ち着いた人格者に見えるが、実はエルフに限らずさまざまな女性を口説いては子を産ませている好色漢であり、継承権を持たない者も含めて100人以上の子供たちが存在する。
ユウキ=ヤツフサ
異世界の管理者が自分たちの陣取りゲームのために召喚した“人族の勇者”だが、人格は下の下で召喚した人族管理者のみならずギリエルからも「ハズレ」と称している。召喚されてからも旅に出ようともせず聖王国のみならず諸国にも美女を要求して享楽の日々を送る。挙句の果てにトライデン公国にまで要求の手は伸び、シオンが向かうことになるが「シオンごとき未熟者が身を犠牲にするなど10年早い」と魔王に扮したレンヤに奪還される。その際にエミルの作った呪毒によって女性に触れられなくなり、その憂さ晴らしとしてトライデンに宣戦布告して攻め込んでくるがレンヤ相手には全く歯が立たず、逃げを打つもエミルとフラウが作ったアイアンゴーレムという名の謎の鎧騎士の中に取り込まれる。
漫画版ではギリエルがレンヤに持たせたアミュレットに取り込まれる。本人の独白によると元の世界では女を食い散らかした末に刺されて死んだ模様。
謎の鎧騎士→クルツ=ヴェルデ
エミルとフラウによって製作されたアイアンゴーレムという名の謎の存在。トライデンに攻め込んだ勇者率いる聖王国軍を蹂躙する戦闘力をもつ。レンヤに敗れた勇者を内部に取り込んだことで、その力のみを受け継ぎ「新たな勇者」となる。漫画版では前述にあるように描写が変更されているため登場しない。
レパード・パンター
異世界に住む5種族の一種である獣人族の勇者。種族特性でもあるが「強いものが偉い」という脳筋。
グリューン・パス・ティファレト
異世界に住む5種族の一種であるエルフ族の勇者。皇帝の第17子でクロワールの兄の1人だが、罪人として収監されていた。
アルベルト
異世界に住む5種族の一種である龍人族の勇者。翡翠竜ベリルプラケーオの末裔で、勇者の中では常識人。

## 用語
トライデン公国
人族領域において魔族領域に最も近い位置に存在する国家。首都は「ゴーシュ」。大公家であるファタール家には和装に似た服装が伝わっており、大公家の血筋の人間も黒髪に近い色をしていることからレンヤ同様に「迷い人」としてエールドラを訪れた人物が初代ということになる。初代大公は武勇で成り上がったというが、首都の地下に「趣味」で首都を丸ごと巻き込んで自爆する魔法陣を仕掛けているなど、かなりの危険人物。
クヌギ伯爵領
聖王国軍のみならず勇者を倒してしまったレンヤに対しての「首輪」として与えられた領地。領都は「クリンゲ」。住民たちはレンヤの指導を受けた結果、冒険者養成学校から始まって領主館で働くメイドまで常軌を逸した実力者揃いとなり、トライデン公国でも屈指の「人外魔境」と化している。

## 漫画
安房さとるによる作画で、KADOKAWAのウェブコミック配信サイトComicWalker（現・カドコミ）やニコニコ静画などにて2016年6月22日から2021年12月3日までコミカライズが連載された（ComicWalkerの場合、ニコニコ静画では2016年8月30日から2021年12月3日まで）。原作第6巻までが漫画化され、安房は元々からここで連載終了予定であったことをTwitter上で述べている。
物語はおおむね原作に沿っているが、細部は漫画化に際して改変されており、安房の絵柄を生かした女性たちの性的な描写も盛り込まれていることから、ニコニコ静画ではそれについての注意書きが添えられている。また、女性たちの乳首は連載時には描かれていないが、単行本第7巻以降では解禁されている。

## 既刊一覧

### 小説
- まいん（著）・かぼちゃ（イラスト） 『二度目の人生を異世界で』 ホビージャパン〈HJノベルス〉、全18巻
  1. 2014年11月22日初版発行（同日発売[25]）、ISBN 978-4-7986-0922-5
  2. 2015年1月22日初版発行（同日発売[25]）、ISBN 978-4-7986-0948-5
  3. 2015年3月20日初版発行（同日発売[25]）、ISBN 978-4-7986-0984-3
  4. 2015年5月22日初版発行（同日発売[25]）、ISBN 978-4-7986-1017-7
  5. 2015年7月23日初版発行（同日発売[25]）、ISBN 978-4-7986-1051-1
  6. 2015年9月19日初版発行（同日発売[25]）、ISBN 978-4-7986-1074-0
  7. 2015年11月21日初版発行（同日発売[25]）、ISBN 978-4-7986-1118-1
  8. 2016年1月22日初版発行（同日発売[25]）、ISBN 978-4-7986-1154-9
  9. 2016年3月24日初版発行（同日発売[25]）、ISBN 978-4-7986-1197-6
  10. 2016年5月21日初版発行（同日発売[25]）、ISBN 978-4-7986-1228-7
  11. 2016年7月22日初版発行（同日発売[25]）、ISBN 978-4-7986-1264-5
  12. 2016年9月23日初版発行（同日発売[25]）、ISBN 978-4-7986-1290-4
  13. 2016年11月24日初版発行（同日発売[25]）、ISBN 978-4-7986-1328-4
  14. 2017年1月21日初版発行（同日発売[25]）、ISBN 978-4-7986-1368-0
  15. 2017年3月23日初版発行（同日発売[25]）、ISBN 978-4-7986-1412-0
  16. 2017年6月22日初版発行（同日発売[25]）、ISBN 978-4-7986-1467-0
  17. 2017年10月21日初版発行（同日発売[25]）、ISBN 978-4-7986-1556-1
  18. 2018年5月24日初版発行（同日発売[25]）、ISBN 978-4-7986-1650-6

### 漫画
- まいん（原作）・かぼちゃ（キャラクター原案）・安房さとる（作画） 『二度目の人生を異世界で』 KADOKAWA〈MFコミックス〉、全10巻
  1. 2016年11月24日初版第一刷発行（同日発売[26]）、ISBN 978-4-04-068705-6
  2. 2017年6月23日初版第一刷発行（同日発売[27]）、ISBN 978-4-04-069194-7
  3. 2017年9月23日初版第一刷発行（同日発売[28]）、ISBN 978-4-04-069436-8
  4. 2018年1月22日初版第一刷発行（同日発売[29]）、ISBN 978-4-04-069750-5
  5. 2018年6月6日初版第一刷発行（同日発売[30]）、ISBN 978-4-04-069881-6
  6. 2019年2月23日初版第一刷発行（2月22日発売[31]）、ISBN 978-4-04-065125-5
  7. 2019年8月23日初版第一刷発行（同日発売[32]）、ISBN 978-4-04-065871-1
  8. 2020年4月23日初版第一刷発行（同日発売[33]）、ISBN 978-4-04-064574-2
  9. 2020年12月23日初版第一刷発行（同日発売[34]）、ISBN 978-4-04-065998-5
  10. 2021年12月23日初版第一刷発行（同日発売[35]）、ISBN 978-4-04-680792-2

## アニメ化中止に至る騒動
本作品はいったんアニメ化が決定され、2018年5月にはアニメ放送「決定」が発表され制作も始まった。その際に、作品中の設定について問題視する声が上がり、騒動となった。
さらに騒動中の6月5日に論点が追加され、そして翌6日に追加された論点について作者は謝罪し、同時期にアニメ化の中止もアニメ製作・制作サイドから発表された。
一連の騒動はフジテレビの報道番組『めざましテレビ』でも6月7日に地上波放送された。
論点の変遷
当初、問題視されたのは作者の発言ではなく、作品中の設定だった。まず2018年5月30日、中国の環球時報に「中国人が見たら怒り心頭の日本のライトノベルが、なんと中国に上陸していた」という記事が掲載され、中国国内で主人公の設定が問題視された。中国メディアである観察者網によると、本作の主人公の設定にて「中国を侵略し3000人以上を虐殺した日本軍兵士であることが暗示されていた」という。

ヘイトスピーチと謝罪対応
しかしその後、6月5日 には、作者のまいんが作家になる前、まいんは「日本が虫国に負けた歴史は、確かないはずなんだがなぁ」「蟲国の侵略は正当防衛とかぬかしてるぞ」などの中国・韓国へのヘイトスピーチや日本の特定の地域・芸能人・政治家などを誹謗中傷する投稿をTwitter上で発していたことも発覚した。
6月6日に、Twitter上でヘイトスピーチとされる投稿について謝罪し、また、作品中の設定の議論についても今後の対応として「小説家になろう」にて連載していたWeb版の問題のあるとされる部分の公開を停止、書籍版の内容に関しても修正の相談をしていると発表した。
小説版の打ち切り
その後、小説版の既刊書籍計18巻を出荷停止にすることがホビージャパンによって決定され、実際に印刷版の小説が絶版・自主回収され、シリーズも打ち切られた。なお、電子書籍版の小説は販売を継続している。また、KADOKAWAから出版されているコミックス版については出荷停止をせず、コミックス版は完結した。
アニメ化の中止
2018年5月22日にTVアニメ化が発表されていたものの、同年6月6日には、テレビアニメ出演への内定が公表されていた主役4人の声優たちが降板の決定を10時に発表した。また、同年6月4日より日本国外からテレビアニメ版公式サイトへのアクセスができなくなっている。一連の騒動が影響し、2018年10月より放送が予定されていたテレビアニメの製作の中止が発表された。
予定されていたアニメスタッフ
- 監督：元永慶太郎
- シリーズ構成：鴻野貴光
- 脚本：鴻野貴光、待田堂子、中村浩二郎、日暮茶坊
- キャラクターデザイン：高鉾誠
- 主題歌：AKINO with bless4 - タイトル未発表

予定されていた声優
- 功刀蓮弥 - 増田俊樹
- シオン＝ファム＝ファタール - 安野希世乃
- ローナ＝シュヴァリエ - 中島愛
- 創造主 - 山下七海